# Modpave Johannes 23.
 Ikke at forveksle med Pave Johannes 23..
Johannes 23., (født som Baldassare Cossa ca. 1370 på Procida ved Ischia, død 22. december 1419 i Firenze) var modpave fra 1410 til 1415. Han var valgt af Koncilet i Pisa. 